# بیوابیک (مینه‌سوتا)
بیوابیک، مینه‌سوتا (به انگلیسی: Biwabik, Minnesota) یک شهر در ایالات متحده آمریکا است که در مینه‌سوتا واقع شده‌است.

## خصوصیات
بیوابیک ۲۶٫۲۹ کیلومترمربع مساحت و ۹۶۹ نفر جمعیت دارد و ۴۴۲ متر بالاتر از سطح دریا واقع شده‌است.